# 笑っていいとも!新春祭
『笑っていいとも!新春祭』（わらっていいとも しんしゅんさい）とは、フジテレビ系列で、2004年1月5日・2005年1月10日の年末年始である月曜日 21:00 - 23:24（JST）に生放送されていた『森田一義アワー 笑っていいとも!』の特番である。正式な番組タイトル名は『笑っていいとも!新春祭 頭と体を使って選手権SP』である。モノラル放送を実施していた。
総合司会は森田一義と火曜日レギュラーの中居正広。進行役は西山喜久恵（フジテレビアナウンサー）。総合司会であるタモリは、この番組では本名の森田一義名義で出演している。

## 概要
番組対抗戦形式で『笑っていいとも!』のオリジナルコーナー・ゲームで優勝チーム競う。出場番組は番組毎にチームを組み、出場番組は1月スタートの新ドラマ・新番組チームと『笑っていいとも!』チームなどである。
毎年、4月（春）と10月（秋）の改編時期に年間2回生放送されている『笑っていいとも!春・秋の祭典スペシャル』とは異なり、「曜日対抗 いいとも!選手権」をベースとしたスペシャル版という趣旨であり、「スリッパ卓球」「ニャニャニャミュージック」「ボウリング」などを主に頭と体を使ったコーナー・ゲームで勝敗を競う。また、「笑っていいとも!春・秋の祭典スペシャル」と得点システムは異なり、各チーム所持している得点を賭けてゲームに挑戦。ゲームの勝利チームのみ、設定された倍率だけ得点が倍増して返ってくるが、残りのチームは賭け点が没収される（途中、クイズ等で得点が増える救済措置的コーナーも用意されている）。
「笑っていいとも!」名義ではあるが、スタジオは新宿アルタではなく、港区台場フジテレビのV4スタジオから生放送されていた。
新宿アルタからセットをまるごと持ってきて組み立てているため、ドラマ出演者がほとんどであることから、ドラマ収録のスタジオとの行き来だけで済むという利便性がある事でフジテレビからの生放送になったという事情がある。ドラマ収録の合間にそのまま出演者は出演することになるので、普段バラエティ番組に出演しない俳優・女優を出演させることができるという利点もあった。

## 出演者

### 総合司会
- 森田一義（タモリ）
- 中居正広（当時SMAP）

### 進行
- 西山喜久恵（フジテレビアナウンサー）

### いいとも青年隊
- イワン
- ジョン

## 2004年（第1回）
太字が優勝チームを示す

### 笑っていいとも!新春祭 頭と体を使って選手権SP
放送日：2004年1月5日（月曜日）
視聴率：20.7% （関東地区、ビデオリサーチ調べ）
総合司会：森田一義、中居正広
進行：西山喜久恵（フジテレビアナウンサー）
アシスタント：イワン、ジョン
出場チーム・ゲスト出演者
- 『プライド』 - 木村拓哉（SMAP）、竹内結子、坂口憲二、市川染五郎、中越典子、佐藤隆太、MEGUMI
- 『ファイアーボーイズ〜め組の大吾〜』 - 山田孝之、内山理名、ミムラ、塚本高史、葛山信吾、石黒賢
- 『僕と彼女と彼女の生きる道』 - 草彅剛（SMAP）、小雪、東幹久、山口紗弥加、要潤、長山藍子
- 『白い巨塔』 - 西田敏行、及川光博、矢田亜希子、水野真紀、若村麻由美
- 『スペシャルドラマ・えなりかずきの一休さん』 - えなりかずき、生瀬勝久、田口浩正、伊藤かずえ、北陽
- 『笑っていいとも!』 - 爆笑問題（田中裕二・太田光）、柴田理恵、勝俣州和、山口智充

トピックス
- CM直前のタモリの客席に対する掛け声である「笑っていいとも!新春祭 頭と体を使って選手権SP そろそろ行ってもいいかな?」を噛んでしまった事があった。タモリ曰く「昼もやってるから疲れているんだよ」とのこと。
- ラストゲーム「ボウリング1ピン勝負」で全チーム失敗のため、残りポイントでは「笑っていいとも!」チームの優勝だが、視聴者および観客の盛り上がりが損ねてしまう事態を配慮した「笑っていいとも!」チームの意向で、急遽サドンデス・延長戦を実施した。延長戦1本目では3チーム目まで失敗し、またしても全チーム失敗を繰り返す悪夢をよぎったが『ファイアーボーイズ〜め組の大吾〜』『白い巨塔』の2チームが成功し、その2チームで延長戦2本目を行った結果、『ファイアーボーイズ〜め組の大吾〜』が優勝を決めた。

## 2005年（第2回）

### 笑っていいとも!2005★新春祭! 頭と体を使って選手権SP
放送日：2005年1月10日（月曜日）
視聴率：20.4% （関東地区。前年比 - 0.3%）
総合司会：森田一義、中居正広
進行：西山喜久恵（フジテレビアナウンサー）
アシスタント：イワン、ジョン
出場チーム・ゲスト出演者（※ 1）
- 『不機嫌なジーン』 - 竹内結子、内野聖陽、黄川田将也、平山広行、岡田義徳、山田優
- 『みんな昔は子供だった』 - 国仲涼子、陣内孝則、瑛太、白石美帆、滝沢沙織、筧利夫
- 『優しい時間』 - 寺尾聰、大竹しのぶ、二宮和也、長澤まさみ（※ 2）、余貴美子、田中圭
- 『平成教育2005予備校』 - ユースケ・サンタマリア、堀江貴文（※ 3）、浅草キッド（水道橋博士・玉袋筋太郎）、劇団ひとり、平山あや、高島彩（フジテレビアナウンサー）
- 『笑っていいとも!』 - 爆笑問題（田中裕二・太田光）、ガレッジセール（ゴリ・川田）、石原良純、杉田かおる

備考
（※ 1）『救命病棟24時』 - 江口洋介、松嶋菜々子、京野ことみ、大泉洋（TEAM NACS）、小栗旬、MEGUMI、鷲尾真知子、香川照之、川岡大次郎、田村たがめ（オープニングの冒頭に日活撮影所から中継で出演（スタジオ出演はなく、ゲームには参加せず））。武田祐子（フジテレビアナウンサー）
（※ 2）労働基準法（18歳未満は22時以降の生出演が出来ない）により、長澤まさみが17歳だったため「あるなしクイズ」終了後（21:45頃）に途中退席。
（※ 3）堀江は当時ライブドア社長（2006年に粉飾決算事件で辞任）。
トピックス
- 『救命病棟24時』の番宣ポスターに総合司会であるタモリが写真に写っていた。だが、実際にはドラマには出演していない。

## ルール（いいとも!ヘッドシステム）
- 最初は100タモリの点数が与えられる。
- 各ゲームごとにオッズ（倍率）が表示される。
- 各チームは自信度に応じて点数をかける。
- 各ゲーム勝利チームにはかけた点数 × オッズ分の得点が入る。
- 負けたチームはかけた点数分減点される。
- 一番得点が高かったチームには優勝賞金200万円が贈呈される。

## 主なコーナー

### スリッパ卓球
スリッパで卓球を行い、トーナメント戦で各チーム2組ずつ対戦し、ダブルス戦で戦うが、打順は関係なくどちらが打っても良い。サーブ権は交互で各試合の勝利チームに得点が入る。優勝したチームには100万円が贈呈される。スリッパ卓球の審判は青木史義が担当。

### あるなしクイズ
マルチ画面に出題された「ある」or「なし」の単語から「ある」に共通するものを当てる。また、総合司会の中居正広より先に答えたら得点が貰え、遅ければ得点はなし。オッズは3倍。

### ニャニャニャミュージック
チームの1名が丸台に立ち出題された楽曲を90秒間で「ニャニャニャ」のリズムで歌い、他のメンバーが楽曲のタイトルを当てる。当てたら他のメンバーと入れ替わり、パス有で最高曲数の1チームのみ得点が入る。オッズは2倍。

### いいとも!なぞQ
なぞなぞクイズが出題され、各チームが答える。オッズは2倍。

### この人の真実はどれ? NEW YEARダウトJAPAN
出題者にまつわる3つのエピソードをA〜Cに分けて紹介されるが1つだけが真実であり、後の2つはウソ。各チームはウソを見抜いて真実を当てる。
1人目は総合司会である中居正広
- A.SMAPリーダーに不正発覚!? 『曜日対抗いいとも!選手権』で九九が出来ずにカンニング!?
- B.芸能界騒然!? 感動バラエティ番組で中居ウソ涙ポロリ!?
- C.中居、業界のタブーを暴露! 音楽番組で僕のマイクにだけアレ（電池）が入っていなかった!?

正解はC。タモリが司会を務める音楽番組『ミュージックステーション』（テレビ朝日系列）での出来事。
2人目は総合司会である森田一義
- A.タモさんショッキング! 豪華ゲスト来られず一度だけ『友達の輪』が切れる!?
- B.世にも奇妙ないいとも! 会場全席シルバーシート!?
- C.いいとも!トリビア! 二日酔いでタモさん靴を履き忘れて登場!?

正解はB。1996年9月13日『笑っていいとも!』生放送分の観客はおじいさん、おばあさんだけだった。

### 3文字しりとり点とりムしりとり
3文字限定のしりとりゲームであり、指名されたチームは5カウント内で解答し、次のチームを指名していく。失敗した場合、そのチームを指名したチームに点数が奪われる。

### ボウリング1ピン倒し
レーンに立っている1ピンを各チーム代表者が倒し、ピンを倒したチームに得点が入る。オッズは10倍。

## わずか2回で企画終了、その後
『新春祭』の企画終了の理由については詳しくは不明だが、視聴率が20%台をたたき出したにもかかわらず、2005年に前年比で0.3%を下回ったことも理由の一つとあげられる。
2004年、2005年と続けて1月の第2月曜日の21時枠で放送していた『新春祭』はわずか2回で幕を閉じる形となった。代替として「新春祭」を発展解消（企画終了 → リニューアル）する形で、2006年は月9ドラマ『西遊記』の放送枠の確保の都合上、『新春祭』に代わる形で、1月7日 21:00 - 22:54（JST）の『プレミアムステージ』枠で、新春祭でこれまで行われてきた「1ピン倒し」等のボウリング企画のみをメインとした『中居正広の(生)スーパードラマフェスティバル2006』として放送。1月スタートの新ドラマ4番組のみで争い、いいとも!チームや総合司会であるタモリが不在であった等、『いいとも!』の形式ではなくなった（しかし、各ドラマの収録現場へいいとも!の各曜日アナウンサーがレポートに来ていた）。この番組は生放送で、司会者は中居正広と高島彩（フジテレビアナウンサー、当時）が担当した。
なお、2007年も、月9ドラマ『東京タワー 〜オカンとボクと、時々、オトン〜』の放送枠の関係で、前回同様、1月6日21:00 - 22:54（JST）の『土曜プレミアム』枠で前述の中居の番組を「中居正広の(生)スーパードラマフェスティバル2007激突!スターボウリング」として放送した。
その後毎年、奇数月（1月・7月）に『中居正広の(生)スーパードラマフェスティバル』を生放送し、偶数月（4月・10月）に「笑っていいとも!春・秋の祭典スペシャル」を生放送しそれぞれ、各月第1月曜日に放送し（第2月曜日に放送される事もあった）、2009年まで続いた。
その『中居正広の〜』も事実上企画終了となり、また2010年より偶数月（4・10月、第2月曜日）に生放送していた『夜の笑っていいとも!春・秋のドラマ特大号』も2011年10月より企画変更し、同年10月10日に『タモリ・中居の手ぶらでイイのに…!?〜ドラマチック・リビングルーム〜』が放送された（半年後の2012年4月9日にその第2弾『タモリ・中居のコンビニでイイのに…!?〜ドラマチック・アウトドア〜』が放送された）。
2012年1月4日には『ホンマでっか!?TV』で冬ドラマ対抗戦が行われた。

## スタッフ
- 構成：鈴木おさむ、都築浩、樋口卓治、天野慎也、遠藤敬 / 鶴間政行、板坂尚、渡辺真也、長谷川朝二、舘川範雄
- スーパーバイザー：高平哲郎
- 音楽：鈴木宏昌、伊藤銀次
- 技術：共同テレビ
- TD：馬場直幸、佐々木信一
- SW：菅野恒雄
- CAM：小川経一、高島洋雄
- VE：川崎淳、古川毅
- AUD：斉藤哲史
- 照明：岸本直樹（FLT）
- 編集：一ノ瀬勝
- MA：中村和弘
- PA：外崎光一、吉竹新
- SLOW：菅谷恵子
- 音響効果：小堀一
- DME：大西幸二
- 動画ファイル：井上洋介
- 美術制作：井上明裕
- デザイン：棈木陽次
- 美術進行：伊藤則緒
- 大道具：多田文彦
- メカアート：古谷祐一、永島哲哉
- アートフレーム：菅沼和海
- 生花装飾：山寺由美
- 装飾：古橋智子
- 持道具：土屋洋子、網野高久
- 衣裳：染谷好美
- メイク：松本吉枝
- 電飾：照屋多紀央
- スタイリスト：木下克之（ガット）
- アクリル装飾：木村敏和
- 視覚効果：藤本茂、江崎公光
- 生花装飾：山寺由美
- タイトル：高柳義信
- システム：恵喜成、田近洋
- システムCG：宮門裕
- 協力プロデューサー：牧野正、現王園圭一、重松圭一、高橋萬彦、浅野澄美、山口雅俊、中島久美子、若松央樹、角井英之
- 装飾タイトル：竹内理恵
- CG：岡本英士、瀬井貴之、改裕介
- イラスト：石井克昌
- バーチャル：末吉寿美子
- CG送出：小島伸夫
- LED：宇佐美良
- 編成：荒井昭博、出澤真理子、濱野貴敏
- 広報：小中ももこ
- TK：平井冴子
- 連絡：小林琴美、名友里香、林田直子
- FD：松村耕平
- PD：小松純也
- AP：北口富紀子、春名剛生
- 制作進行：印田弘幸
- フロア演出：金子傑
- 総合演出：石井浩二
- ディレクター：伊戸川俊伸、黒木彰一、金子傑、清水泰貴、明松功、出口敬生、宮崎鉄平、澤田親宏
- 制作進行：浜野貴敏、春名剛生
- 制作プロデューサー：及川俊明
- プロデューサー：坪田譲治
- 衣裳協力：創作屋、OPELKA
- 協力：共同テレビ、笑カンパニー、NET WEB、共生、八峯テレビ、東京チューブ、サンフォニックス、サークル、レントアクト昭特、Magnux、ランダム、CUE-UP、パークグラフィックス
- 制作協力：田辺エージェンシー、ジャニーズ事務所、ネットウエブ
- 制作：フジテレビバラエティ制作センター
- 制作著作：フジテレビ

## 備考
- 番組テーマ曲は、通常の「ウキウキWatching」にアレンジを加えたものとなっている。CMアイキャッチ音も同じようにアレンジを加えたものとなっているが、エンディングと、提供表示音は「笑っていいとも!特大号」と同じものが流れる。
- 進行役である西山アナウンサーは、フジテレビアナウンサーの中で『いいとも!』に最多出演したアナ（SP含む）であり、本家「笑っていいとも!」のテレフォンアナウンサーや増刊号担当アナウンサーを降任して以降も、唯一出演していた番組である。
- スリッパ卓球の審判は東京都下卓球連盟理事の青木史義が務めている。なお、スリッパ卓球は森田一義（タモリ）の考案であるらしい。
- 視聴者が優勝するチームを予想して携帯電話から投票し、優勝チームに投票した人から抽選で100名にいいとも!特製タモリの鳥の形をした携帯ストラップがプレゼントされていた。